# ناحیه پترواشارا
ناحیهٔ پترواشارا (به مجاری: Pétervására) یک ناحیه در مجارستان است که در هِوِش واقع شده‌است. ناحیهٔ پترواشارا ۴۷۵٫۰۷ کیلومتر مربع مساحت و ۲۱٬۴۳۳ نفر جمعیت دارد.